# Miltogramma olgae
Miltogramma olgae är en tvåvingeart som först beskrevs av Boris Borisovitsch Rohdendorf 1926.  Miltogramma olgae ingår i släktet Miltogramma och familjen köttflugor.
Artens utbredningsområde är Uzbekistan. Inga underarter finns listade i Catalogue of Life.